# ¡Al diablo con este cura!
¡Al diablo con este cura! es una película de Argentina filmada en colores dirigida por Carlos Rinaldi según el guion de Ulyses Petit de Murat que se estrenó el 30 de marzo de 1967 y que tuvo como protagonistas a Luis Sandrini, Ubaldo Martínez, Elizabeth Killian e Iris Marga.

## Sinopsis
Un sacerdote muy particular predica la caridad entre jóvenes rebeldes, adinerados, aristócratas y niños pobres.

## Reparto
Los intérpretes del filme fueron:
- Luis Sandrini	 como	Padre Francisco Lambertini
- Ubaldo Martínez	 como	Monseñor Ramón Maciel
- Elizabeth Killian	 como	Madre Laura
- Iris Marga	como	Ercilia Martínez de Rivera
- Virginia Lago		 como	Inés
- Enzo Viena como Antonio Farias
- Ricardo Bauleo		 como	Marcos Rivera
- Eduardo Rudy	 como	Dermoz
- Diana Ingro	 como	Señora del Perrito
- Roberto Airaldi	como Dr. Macías
- Ricardo Castro Ríos como Padre Crespo
- Francisco de Paula como Rìos
- Adolfo Linvel como Riciardi
- María Luisa Robledo como Petrona
- Alfonso Pícaro como Cartero
- Carlos Lagrotta como Juez
- Luis Corradi como Martínez
- Alita Román como Demetria
- Cristina Del Valle como Chica en auto con Marcos
- Arturo Puig como Amigo de Marcos en boliche que golpea al cura
- Leonardo Simons como Amigo de Marcos en boliche
- Gloria Raines

## Comentarios
E.E.E. en El Mundo dijo:

”Sandrini, Juan XXIII, los malos y los pobres, convencionalismo y simpatía”.

Crónica comentó: 

”Luis Sandrini encarna al personaje que le faltaba.”

Manrupe y Portela escriben del filme:

”…historieta condescendiente.”